# Les Épées de la nuit et du jour
Les Épées de la nuit et du jour (titre original : The Swords of Night and Day) est un roman de fantasy de David Gemmell paru en 2004 en anglais et en 2010 en français (traduction de Rosalie Guillaume pour Bragelonne).
Ce livre appartient au Cycle Drenaï et constitue le 2e roman du diptyque consacré au Damné.

## Publication française
- Éditions Bragelonne, juillet 2010  (ISBN 978-2352944096)
- Éditions Milady, août 2013  (ISBN 978-2811209025)
- Éditions Milady, mars 2015  (ISBN 978-2811214012)

## Résumé
Des siècles et des siècles se sont écoulés depuis les exploits des grands héros drenaï. Les peuples du monde entier vivent désormais sous la férule de l’Éternelle et de ses maléfices.
Suivant les prophéties de la prêtresse Ustarte, le résurrectionniste Landis Khan ramène d’entre les morts celui qui est censé tous les libérer. Olek Skilgannon traverse ainsi le temps pour trouver un monde qui lui est inconnu. Mais il n’est pas seul car un bucheron ressemblant étrangement à Druss la légende est déjà présent dans ce monde... Deux héros, ce n’est pas de trop pour abattre la tyrannie de l'Éternelle.

## Personnages
Olek Skilgannon, dit le Damné, détenteur des épées de la Nuit et du Jour
Jianna, Reine Éternelle, ancien amour d'Olek Skigannon autrefois Reine Sorcière de Naashan
Druss, dit la Légende, dit Marche-Mort, dit le Tueur d'Argent, dit le Capitaine à la Hache
Harad, bûcheron, Ressuscité, clone de Druss
Askari, chasseuse, Ressuscitée, clone de Jianna
Decado, champion et amant de la Reine éternelle, Ressuscité, clone du Decado de Le Roi sur le seuil, détenteur des épées du feu et de la glace
Unwallis, ambassadeur de la Reine éternelle
Landis Khan, ancien ministre et amant de la Reine éternelle
Stavut, marchand amoureux de Askari

## Commentaires
- Certains thèmes rendent hommage au Corum de Michael Moorcock, qui faisait de même vis-à-vis de Les Rois de la nuit de Robert E. Howard.